# Аракача
Аракача (Arracacia xanthorrhiza) — рослина родини окружкові, яка широко культивується в країнах Південної Америки, як овочева культура. Його коренеплід являє собою щось середнє між коренеплодами моркви та селери, є популярним харчовим продуктом у Бразилії, Венесуелі, Еквадорі та Перу.